# Mihail Romanescu
Mihail „Leul” Romanescu (n. 15 iulie 1899, Miroslava, Iași, România – d. 28 februarie 1952, Jilava, Regiunea București, România) a fost un general de aviație român. Și-a început cariera militară în 1919 ca sublocotenent de infanterie în cadrul Regimentului 4 Vânători. Din 1923 a trecut în aviație. Foarte bun zburător, în 1929 a fost avansat căpitan, iar în 1930 a urmat cursurile pentru instructori de zbor la Central Flying School⁠(d) din Marea Britanie. Între 1931–1933 a activat în cadrul Școlii de Perfecționare a Aviației. În 1934 a fost încadrat la Flotila de Luptă Pipera. În 1936 a urmat cursul pregătitor de ofițeri superiori, în urma căruia a fost avansat locotenent-comandor și numit comandant secund al Școlii de Perfecționare a Aviației. În 1939 a revenit la Flotila de Luptă Pipera, unde a fost comandant al Grupului 1 Vânătoare, apoi al Grupului 5 Vânătoare, iar din 15 decembrie 1940 comandant al Flotilei 1 Vânătoare.
După Al Doilea Război Mondial, între anii 1946–1948 a fost comandant al Direcției înzestrării Aero. Avansat general de flotilă aeriană, între 1948–1950 a fost comandant al Aeronauticii. În 1950 a fost arestat, iar în 1951 judecat sub acuzația de înaltă trădare în favoarea Marii Britanii, condamnat la moarte și executat.

## Înainte de intrarea României în Al Doilea Război Mondial
Mihail s-a născut ca fiu al țăranilor înstăriți Maria și Grigore Romanescu. Numele provine de la Roman, de unde proveneau înaintașii tatălui. După terminarea școlii generale a urmat liceul militar, apoi Școala Pregătitoare de Ofițeri Activi de Infanterie, pe care a absolvit-o în 1919, devenind sublocotenent.
Și-a început cariera militară în calitate de comandant de pluton din Compania 2 Mitraliere a Regimentului 4 Vânători. Buna caracterizare din partea superiorilor face ca în 1921 să fie transferat la Școala de Tragere a Infanteriei la cererea comandantului școlii. În 1923 i s-a încredințat administrarea popotei, însă acolo a avut o lipsă în gestiune, ceea ce l-a determinat să renunțe și să se prezinte la 1 aprilie 1923 la Centrul de Instrucție al Aeronauticii, unde și-a demonstrat aptitudinile deosebite pentru zbor, caracterizare făcută de comandantul Centrului, locotenent-colonelul Capșa.
La 1 noiembrie 1923 a fost repartizat la Grupul 1 Aviație Recunoaștere. În septembrie–octombrie 1924 a fost detașat la Școala de Observatori din Avion Tecuci. A zburat mult și a fost apreciat, însă a fost remarcată și personalitatea sa și tendința de a aplica subordonaților pedepse neadmise de regulament. Începând din 1925 s-a specializat ca pilot de vânătoare. În 1926 a fost iar apreciat pentru calitățile sale de zburător, dar au fost menționate și imprudența în zbor și comportarea violentă.

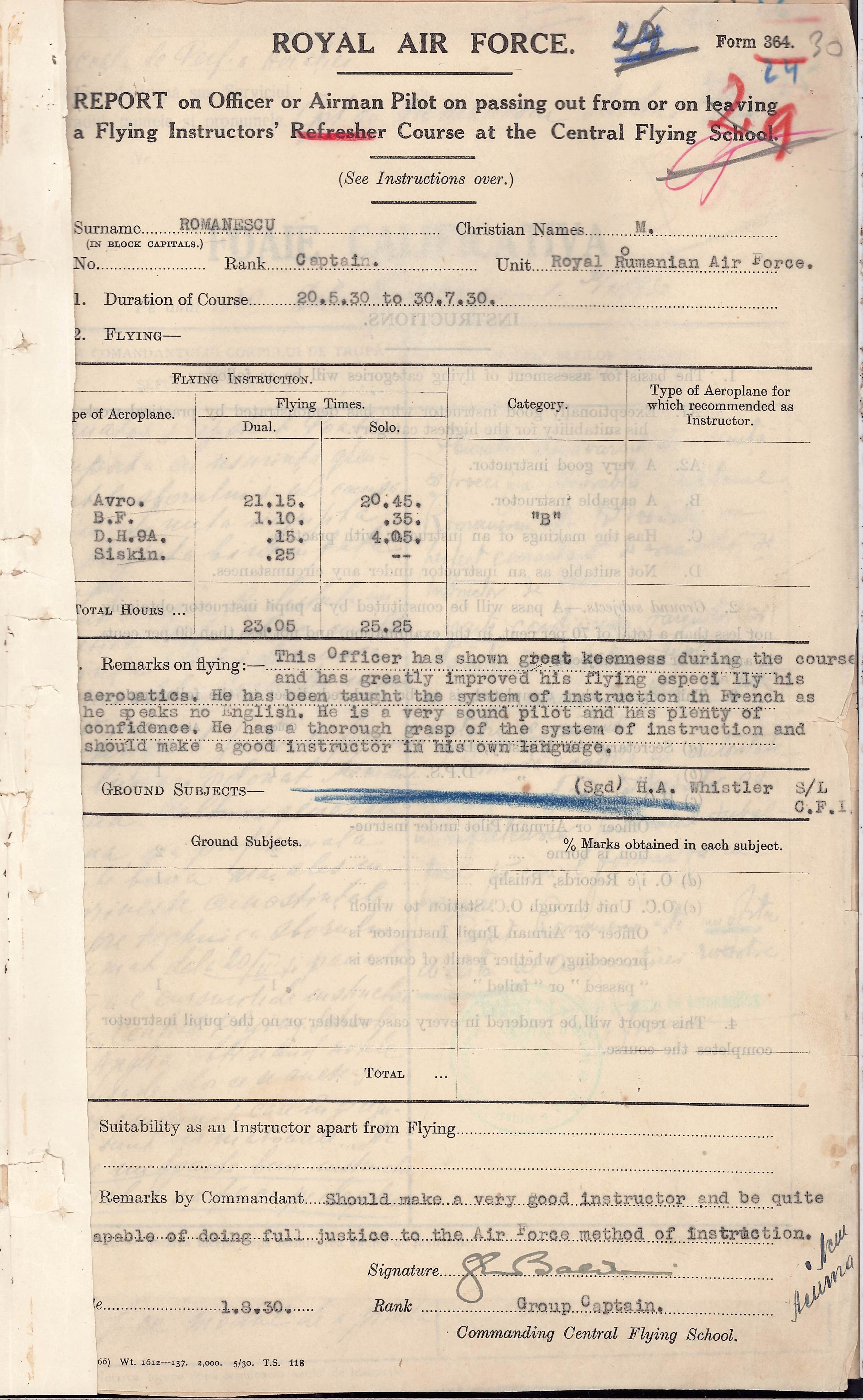
Certificatul primit de la Central Flying school.

La 10 mai 1929 a fost avansat căpitan. Tot în 1929 a participat la „Raidul Micii Antante”, concurs militar la care participau cei mai buni aviatori. În mai–iulie 1930 a urmat cursul de instructori de zbor la Central Air School, școala de piloți de avion a Royal Air Force. În certificatul primit se specifică tipurile de avioane pe care a zburat și durata zborurilor în dublă (23 h, 5 min) și simplă (25 h, 25 min). Întors în țară, timp de cinci luni a condus Biroul Instrucției, perioadă în care a transmis tuturor instructorilor de aviație metoda învățată acolo. Însă a intrat în conflict cu noul comandant al Școlii de Perfecționare a Aviației, locotenent-colonelul Teodor Mândrescu, care i-a făcut caracterizări proaste. Ca urmare, la 1 august 1933 este detașat la Comandamentul Forțelor Aeriene, Biroul Instrucției, unde este bine apreciat de colonelul Ramiro Enescu, șeful de stat major al comandamentului, la fel în 1934 de noul șef de stat major al comandamentului, căpitan-comandorul Gheorghe Vasiliu.
În 1936 a urmat cursul pregătitor de ofițeri superiori, iar în urma recomandării lui Gheorghe Jienescu a fost numit șef al Biroului Instrucție, iar la 6 iunie 1937 a fost avansat locotenent-comandor. De la 1 noiembrie 1936 a devenit comandant secund al Școlii de Perfecționare a Aviației, funcție pe care a îndeplinit-o cu succes până la 31 octombrie 1939. În această perioadă, în mai 1938 a fost în Italia ca pilot de încercare la recepția unui lot de avioane de antrenament Nardi FN-305.
La 1 noiembrie 1939 a revenit la Flotila 1 Vânătoare, în funcția de comandant al Grupului 1 Vânătoare, apoi al Grupului 5 Vânătoare. La 15 decembrie 1940 a devenit comandantul Flotilei 1 Vânătoare, formată din Grupurile 5, 7 și 8 Vânătoare, înlocuindu-l pe comandorul Ion Fătulescu. Aici, la 21 ianuarie 1941 trebuia să înceapă antrenamentul piloților după regulamentele germane, însă a început rebeliunea legionară, iar piloților li s-au trasat misiuni de bombardare a Pieței Victoriei, unde se baricadaseră legionarii, dar misiunile n-au mai trebuit efectuate. După lichidarea rebeliunii antrenamentele au fost reluate. În martie 1940 flotila a fost dotată cu încă un lot de 17 avioane Bf 109 E („Me-109 Emil”) și antrenamentele s-au intensificat. Fermitatea lui Romanescu a făcut ca Flotila 1 Vânătoare să devină o unitate de elită, una dintre cele mai decorate unități din armata română.
Mihail Romanescu a fost căsătorit de trei ori: de prima soție, Natalia Mărgărit, a divorțat, iar a doua, Florica Balvianu, a decedat în 1938. Cu cea de a treia, Smaranda Tonitza Macovei, a avut doi fii, Vladimir și Alexandru.

## În Al Doilea Război Mondial
Flotila 1 Vânătoare făcea parte din Gruparea Aeriană de Luptă (GAL), al cărei comandant era generalul de escadră aeriană Constantin Celăreanu. La 14 iunie 1941 flotila a început deplasarea spre aeroporturile din sudul Moldovei. Materialul volant s-a deplasat în ziua următoare, Grupul 5 Vânătoare la Focșani, iar Grupul 7 Vânătoare la Râmnicu Sărat. Romanescu, împreună cu comanda flotilei s-a deplasat la Focșani. La 21 iunie Grupul 7 Vânătoare s-a deplasat la Bârlad (aerodromul Bârlad-Vest), iar în locul său, la Râmnicu Sărat, a venit Grupul 6 Vânătoare. Punctul de comandă al flotilei a rămas la Focșani.  La 12 iulie, Romanescu, acum căpitan-comandor, și-a mutat punctul de comandă la Bârlad.
După ce la 21 august 1941 a căzut comandantul Grupului 7 Vânătoare, locotenent-colonelul Alexandru Popișteanu, pentru a reface moralul grupului, în ziua următoare Mihail Romanescu s-a deplasat pe front și a preluat personal comanda grupului timp de zece zile.
La 26 august 1941 Flotila 1 Vânătoare a fost solicitată să sprijine bătălia de la Odesa scop în care flotila și comanda sa s-au deplasat pe aerodromul Selz. Din 26 august flotila a fost subordonată Comandamentului Aero al Armatei 4 Române, însă la 6 septembrie a revenit sub comanda GAL. Flotila a continuat să sprijine de la Selz Armata 4 Română până la încheierea bătăliei, la 16 octombrie.
La 23 octombrie 1941 Flotila 1 Vânătoare s-a întors la Pipera pentru iernat.
La 28 septembrie 1942 escadrilele 56, 57 și 58 ale flotilei au fost trimise pe front pentru a participa la Bătălia de la Stalingrad. Încercuiți pe aerodromul Karpovka, puțini au reușit să scape. Cei care au scăpat au fost încadrați la 8 martie 1943 în flotila „Udet”⁠(en)[traduceți], transfer făcut la Dniepropetrovsk în prezența lui Romanescu. Activitatea în flotila Udet a durat până la sfârșitul lui august 1943, după care escadrilele au revenit sub comanda lui Romanescu.

## După Al Doilea Război Mondial
După Al Doilea Război Mondial a intrat în Partidul Muncitoresc Român. A fost avansat la gradul de general de escadră aeriană (în terminologia din 1950 general-maior, echivlent cu general cu o stea, OF-6 în codul NATO). Între 16 octombrie – 8 decembrie 1946 a îndeplinit funcția de Director al Aviației in Subecretariatul de Stat al Aerului din Ministerul de Război. Prin legea din 1 iulie 1947 Ministerul de Război a devenit Ministerul Apărării Naționale, Romanescu devenind directorul Înzestrării Aviației, care în 1948 a devenit Direcția Aeronauticii.
Schimbările din 1948 l-au făcut să ia în considerare posibilitatea plecării din țară, însă numirea ca director al Direcției Aeronauticii l-a reținut, un episod este refuzul de a pleca la 14 iulie 1950. Însă la 28 iulie 1950 a fost arestat pentru implicarea în furnizarea către legația britanică a unor documente militare la întâlnirea din locuința Nadiei Russo. A fost judecat alături de George Polizu-Micșunești (frate al aviatorului Nicolae Polizu-Micșunești), colonelul inginer Mihai Bosoancă, Alexandru Liciu, Haralambie Cârlan și Gheorghe Dumitrache sub acuzația de înaltă trădare, art. 184, 190 și 191 din Codul Penal al RPR din 1949. Aceștia au fost condamnați la pedeapsa capitală prin sentința nr. 1170/13 august 1951 pronunțată de Tribunalul Militar București Secția I, rămasă definitivă prin respingerea recursului prin Decizia 3511/27 septembrie 1951 a Curții Militare de Casație și Justiție. În urma respingerii la 14 decembrie 1951 a cererii de grațiere de către Prezidiul Marii Adunări Naționale a RPR, Mihail Romanescu și ceilalți cinci inculpați au fost executați la 28 februarie 1952 în Penitenciarul Jilava.
Într-un alt dosar, nr. 1383/1951, au fost condamnate, alături de alte persoane, la temniță grea, soția sa, Smaranda, Nadia Russo și Michaela Gașpar pentru omisiune de denunț.